# Oncostemum capelieranum
Oncostemum capelieranum är en viveväxtart som beskrevs av Adrien Henri Laurent de Jussieu. Oncostemum capelieranum ingår i släktet Oncostemum och familjen viveväxter. Inga underarter finns listade i Catalogue of Life.